# Alan Arnold Griffith
Pour les articles homonymes, voir Griffith.
Alan Arnold Griffith (13 juin 1893 – 13 octobre 1963) est un ingénieur anglais passé à la postérité pour son interprétation magistrale de la rupture fragile et de la fatigue des métaux en termes de contraintes élastiques (1920). Par la suite, il fut le premier à mettre sur pied une théorie satisfaisante du turbopropulseur.

## Premières réalisations
A. A. Griffith étudia les sciences de l'ingénieur et soutint une thèse de mécanique à l’université de Liverpool. Recruté en 1915 à la Royal Aircraft Factory comme stagiaire, il rejoignit le Physics and Instrument Department l’année suivante, au Royal Aircraft Establishment (RAE).
Dès 1917, il recommande avec G. I. Taylor de visualiser les champs de contrainte élastiques à l'aide de bulles de savon : un film de savon tendu sur des spires épousant les angles de l'objet à étudier prennent des irisations qui révèlent les variations de contraintes. Cette méthode, comme celles de photoélasticimétrie, peuvent aujourd'hui être simulées par ordinateur.

## Recherches sur la fatigue des métaux
Griffith est aujourd'hui surtout célèbre pour sa théorie sur le champ de contrainte élastique autour des fissures, et son application à la fissuration progressive des métaux. À l'époque où Griffith commença ses recherches, on considérait généralement que la contrainte de rupture d'un métal était d'environ E/10, où E est le module d'Young du même métal ; mais les ingénieurs savaient bien que parfois, la rupture se produit à une valeur 1 000 fois inférieure. Griffith découvrit qu'il existe dans tout matériau natif des microfissures, et fit l’hypothèse que ces fissures, sous chargement, contribuent à abaisser la résistance d'ensemble d'un échantillon, car (cela était bien connu des mécaniciens) tout ajourage dans la masse d'une pièce est le siège de concentration de contrainte ; et ces concentrations atteignent l'intensité réputée critique de E/10 aux extrémités des fissures bien plus vite que dans la masse intacte des métaux.
De là, Griffith formula une analyse théorique de la rupture fragile en termes d’énergie de déformation élastique. Cette théorie décrit la propagation de fissures de géométrie elliptique (hypothèse simplificatrice, puisqu'aucune fissure n'est exactement elliptique) en postulant la conservation de l'énergie. L’équation, résumée par le critère de Griffith, exprime au fond qu'une fissure peut grandir au point de ruiner une pièce ; et que l'accroissement de la surface fissurée absorbe une partie de l’énergie de déformation. Le critère de rupture de Griffith correspond à la rupture dite « fragile ». L'énergie de déformation dissipée étant (selon les calculs de Griffith) directement proportionnelle au carré de la longueur de fissure, une petite fissure peut encore absorber l'énergie de déformation en se déformant élastiquement, sans accroître la longueur de fissure de manière irréversible. Il existe donc une taille de fissure limite, dite « longueur de Griffith ». Au-delà de la longueur de Griffith, la fissure devient dangereuse.
Cet article désormais classique, publié en 1920 ("The phenomenon of rupture and flow in solids"), connut un énorme retentissement et se traduisit par de nombreuses adaptations dans les usines et les chaînes de fabrication : soudain, le durcissement des métaux provoqué par le laminage à froid perdait tout son mystère. Les constructeurs aéronautiques comprirent pourquoi leurs prototypes étaient des échecs lors même qu'ils les avaient renforcés au-delà de ce qu'on croyait utile à l'époque ; bientôt, ils firent abraser leurs pièces pour éradiquer les fissures de surface. Il en résulta dès les années 1930 une gamme d'avions à la ligne particulièrement élégante, comme le Boeing 247. La thèse de Griffith fut généralisée dans les années 1950 par G. R. Irwin, pour la rendre applicable à presque tous les matériaux, et non uniquement les métaux.

## Les turbo-moteurs
En 1926, Griffith publiait un nouvel article révolutionnaire : An Aerodynamic Theory of Turbine Design., où il démontrait que les maigres performances des turbines existantes s'expliquaient par un défaut de conception : à savoir que les pales « décrochaient » périodiquement ; fort de ce constat, il proposait un profilage des pales censé améliorer leurs performances de manière spectaculaire. L'article va jusqu'à décrire un moteur fondé sur un compresseur axial et une turbine à deux étages, le premier étage alimentant le compresseur, tandis que le second agit sur un piston d'amorçage destiné à un propulseur. On peut voir dans cette conception primitive un précurseur du turbopropulseur. Ayant pris connaissance de cet article, l’Aeronautical Research Committee décida de subventionner une expérience en modèle réduit avec un compresseur axial simple étage et une turbine axiale à simple étage. La fabrication, ainsi que la construction d'un banc d'essai dédié, fut menée à terme en 1928, et c'est ainsi que le RAE put tester divers schémas de turbopropulseurs.
Simultanément, Frank Whittle rédigeait sa thèse sur les moteurs à turbine, en utilisant un compresseur centrifuge et une turbine axiale à un étage, les gaz d'échappement servant à propulser l'avion par réaction. Whittle envoya un de ses articles à l’Air Ministry en 1930, qui fut soumis pour avis à Griffith. Après avoir relevé une erreur dans les calculs de Whittle, Griffith indiqua que le maître-couple important du compresseur le rendait impropre aux aéronefs, et que l'échappement des gaz brûlés n'offrait pas un effet de réaction suffisant. L’Air Ministry fit donc savoir à Whittle qu'ils n'étaient pas intéressés par son projet. Whittle était effondré, mais des amis de la RAF surent le persuader de poursuivre son idée. Par une heureuse précaution, Whittle avait breveté son idée en 1930, ce qui lui permit de lancer sa société, Power Jets, en 1935.

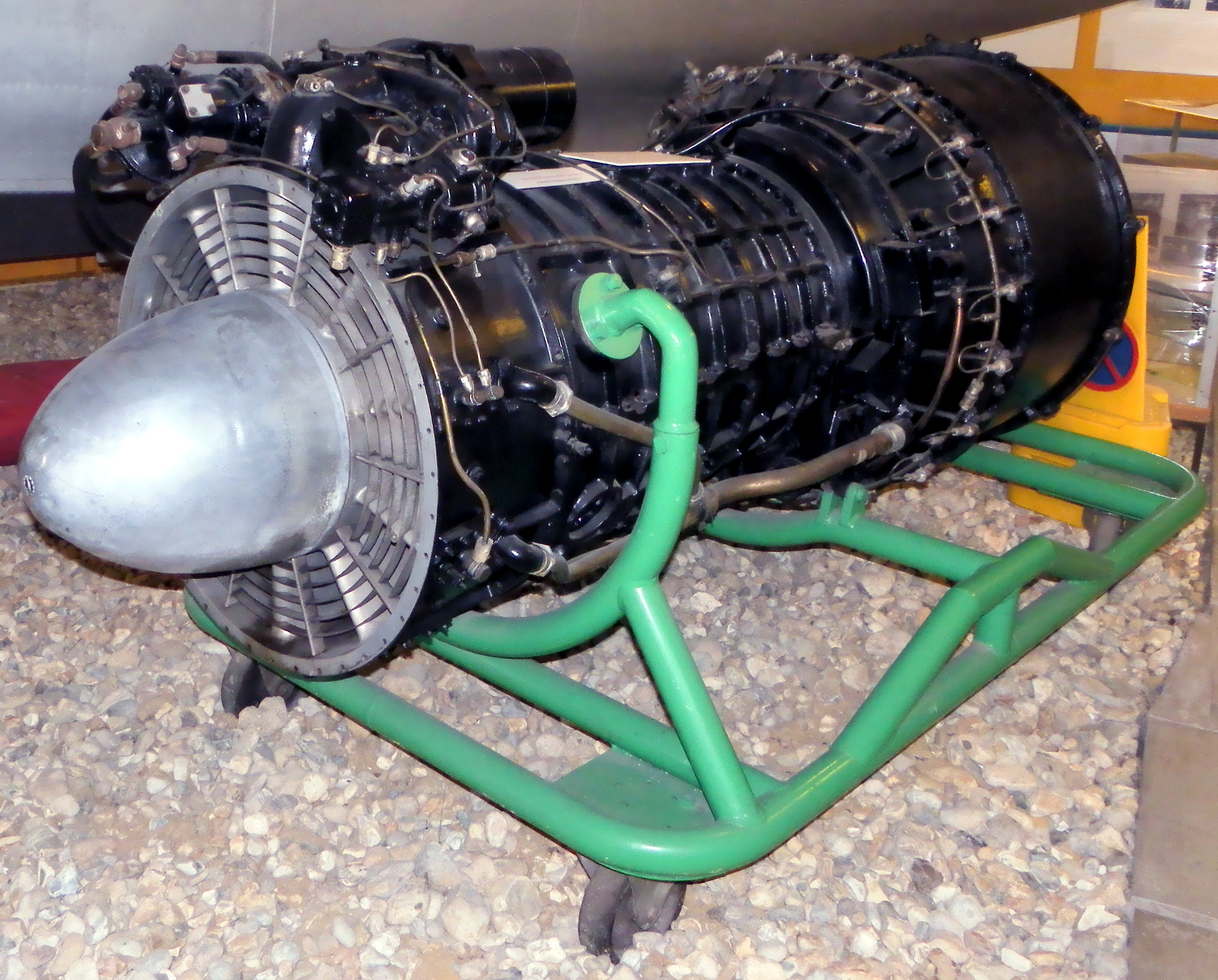
Turboréacteur F.2/4 « Beryl », exposé au Solent Sky Museum de Southampton.

Griffith devint le principal conseiller scientifique du tout nouveau laboratoire de l’Air Ministry à South Kensington. Il y mit au point la turbine à essence contraflow, qui utilisait deux paires de disques compresseur antagonistes, emboîtés l'un dans l'autre. Ce schéma allait à l'encontre de la configuration usuelle où les compresseurs plaquent l'air contre un stator, c'est-à-dire essentiellement un disque compresseur fixe. S'il en résulta un gain de compression sensible, la complexité du moteur devenait rédhibitoire. En 1931, Griffith retrouva le RAE pour prendre en charge la recherche sur les moteurs, mais il dut attendre 1938 pour prendre enfin la direction de l’Engine Department, et commencer le développement de moteurs à flux axial. Avec l'arrivée dans l'équipe de Hayne Constant, ils commencèrent à travailler sur le moteur non-contraflow original de Griffith, en partenariat avec les usines Metropolitan-Vickers (Metrovick).
Cependant les prototypes à réaction de Whittle à Power Jets progressaient vite, et bientôt Griffith dut reconnaître la possibilité pratique de la propulsion d'avion par réaction directe. Une modification d'urgence des plans, au début de 1940, déboucha sur le Metrovick F.2, qui accomplit son vol d'essai en fin d'année. Le F.2, avec une poussée de 950 kgf, était prêt pour les tests en 1943, et fut utilisé comme moteur de remplacement sur un Gloster Meteor, le F.2/40, en novembre. Le moteur de Whittle donna un réacteur ressemblant beaucoup au Jumo 004 du Messerschmitt Me 262 allemand, avec des performances supérieures. Néanmoins sa complexité fit renoncer à sa fabrication en série.
Le mépris de Griffith pour l'idée de Whittle a fait couler beaucoup d'encre depuis, certains auteurs y voyant l'expression du perfectionnisme du directeur du RAE, d'autres de l’orgueil. Certainement, Griffith a retardé de quelques années le développement du moteur à réaction en Angleterre.
Il rejoignit la Société Rolls-Royce en 1939, et y travailla jusqu'à sa retraite en juillet 1960. Il conçut le turboréacteur axial AJ.65, qui équipa l’Avon engine, premier avion à reaction commercial de Rolls-Royce. Puis il s'intéressa au concept de « turboréacteur double flux » (appelé bypass en Angleterre) et joua un rôle décisif dans la construction du Rolls-Royce RB.80 Conway. Griffith mena enfin des travaux pionniers dans la technologie du décollage vertical (A.D.A.V.), culminant avec la construction du Rolls-Royce Thrust Measuring Rig.
Employé pendant l'essentiel de sa carrière à des projets intéressant les affaires militaires, Griffith publia très peu. Mais il était unanimement reconnu par la collectivité scientifique : fellow de la Royal Society en 1941, Commander of the British Empire en 1948, et médaille d'argent de la Royal Aeronautical Society en 1955.